# Каттендорф
Каттендорф (нім. Kattendorf) — громада в Німеччині, розташована в землі Шлезвіг-Гольштейн. Входить до складу району Зегеберг. Складова частина об'єднання громад Кісдорф.
Площа — 9,84 км2. Населення становить 860 ос. (станом на 31 грудня 2020).